# География на Гренландия
Гренландия е най-големият остров на Земята, разположен в Северния ледовит и Атлантическия океани, на североизток от Северна Америка, съставна част от територията на Дания. Общата му площ е 2 166 086 km². Населението към 1 януари 2022 г. възлиза на 56 466 души. Столицата е Нуук (Готхоб).

## Географско положение, брегове
Над 90% от територията на Гренландия е разположена северно от Северната полярна окръжност. На запад, север и североизток се мие от водите на Северния ледовит океан, съответно моретата (на югозапад), Бафиново (на запад), Линкълн (на север) и Гренландско (на североизток). На югоизток и югозапад се мие от водите на Атлантическия океан (Лабрадорско море на югозапад). На изток Датския проток отделя Гренландия от Исландия, на запад Дейвисовия проток – от остров Бафинова земя, а на северозапад система от протоци (Смит, Кенеди и Робсън) и морски басейни (Кейн и Хол – от остров Елисмиър. Бреговете на Гренландия са предимно високи, стръмни и скалисти, силно разчленени от стотици дълги и тесни фиорди, навлизащи на десетки километри навътре в сушата, множество заливи и полуострови. Дължината на бреговата линия е около 39 000 km. Източното крайбрежие на острова се мие от студеното Източногренландско течение и почти целогодишно е блокирано от плаващи ледове, пренасяни от централните части на Северния ледовит океан. Много по-достъпно от към морето е югозападното крайбрежие, миещо се от топлите води на Западногренландското течение. Северното крайбрежие на острова целогодишно е блокирано от постоянни ледове.
Крайни точки:
- крайна северна точка – 83°37′39″ с. ш. 32°39′52″ з. д. / 83.6275° с. ш. 32.664444° з. д., нос Морис Джесъп, на брега на полуостров Земя Пири, на брега на Северния ледовит океан (най-северната точка на световната суша);
- крайна южна точка – 59°46′25″ с. ш. 43°54′42″ з. д. / 59.773611° с. ш. 43.911667° з. д., нос Фарвел;
- крайна западна точка – 78°10′07″ с. ш. 73°01′37″ з. д. / 78.168611° с. ш. 73.026944° з. д., нос Александър, на брега на полуостров Хейс, на брега на протока Смит;
- крайна източна точка – 81°21′29″ с. ш. 11°29′30″ з. д. / 81.358056° с. ш. 11.491667° з. д., нос Североизточен, на брега на Гренландско море.

## Геоложки строеж, полезни изкопаеми
Гренландия изцяло е разположена в североизточната част на Канадския щит и само на изток и север са развити зони с каледонска нагънатост. Скалите, изграждащи щита, са представени от гнайси, кварцити, мрамори и гранити с архайска и раннопротерозойска възраст. Те са препокрити несъгласувано от вулканогенно-седиментни пластове със среднопротерозойска възраст. Източната зона на каледонидите е отделена от щита с дълбок разлом. Областите на каледонските геосинклинали са изпълнени с теригенни и карбонатни слоеве от от късния протерозой и карбонатни скали от камбрия и ордовика и са смачкани в гънки през силура. През девона в междупланинските падини протича натрупване на континентални седименти, които от края на палеозоя изпитват платформено развитие. През мезозоя са се отложили пясъчно-глинести седименти. През кайнозоя цялата суша се е издигнала, образували са се големи разломи, по които са се излели базалтови лави.
Със скалите с архайска и раннопротерозойска възраст са свързани находищата на криолит на юг, графит и мрамор на запад. С мезозойските скали са свързани находищата на кафяви въглища. В източната зона на каледонидите са открити залежи на оловно-цинкови и уранови руди.

## Ледена покривка, релеф
През антропогена започва заледяването на Гренландия, което скрива под леда голяма част от релефа. С ледена покривка са покрити 1 834 000 km², в т.ч. 1 726 000 km² леден щит, заемащ цялата вътрешна част на острова и някои брегови райони. Повърхността на ледения щит постепенно се повишава от бреговете навътре в острова. Най-високите участъци на щита имат форма на полегат свод, простиращ се от север на юг, разделен на два обширни купола от напречно понижение, разположено приблизително на 66° – 67°30′ с.ш. Северният купол достига височина до 3300 m (около 71° с.ш. ш 39° з.д.), а южния – до 2730 m (на 64° с.ш. и 44° з.д.). Леглото на ледника има вдлъбната и издължена форма. В западния му край неговата повърхност лежи на височина 600 m, на изток и в района на южния купол – 1000 m, в центъра на острова – от 0 до 100 m, а на места под морското равнище. Средната мощност на ледника е около 2300 m, а максималната – 3400 m. Обемът на ледения шит се изчислява на около 2,6 млн. km³. Повърхността на ледника е покрита целогодишно с дебел слой сняг, разпиляван от вятъра и образуващ ниски хълмове (т.нар. заструги). Под 1800 – 2000 m ледената покривка е слабо разчленена от водни потоци, възникващи през лятото при топенето на снега и леда, а нейните краища (на височина 1000 – 1500 m) са изпъстрени с дълбоки до 30 – 40 m пукнатини. Фирновата граница на ледника лежи на височина 1200 – 1500 m. Горните слоеве на ледника бавно и методично се преместват от центъра му на изток и запад към неговите краища със скорост около 150 m годишно. По периферията му скоростта нараства, като на отделни участъци в движението участват всички ледени слоеве и образуват дълги и тесни ледени езици, които по долините на реките достигат до океана. Скоростта на леда в тези ледени езици достига до 20 – 40 m в денонощие и дават началото на множество айсберги, достигащи височина до 100 – 135 m над нивото на водата. От морските течения и ветровете те се отнасят северната част на Атлантическия океан и представляват голяма опасност за корабоплаването. на северния склон на щита ледът е почти неподвижен.
Участъците от сушата непокрити от лед се простират във вид на дълга ивица покрай бреговете на острова, достигаща на места до 200 – 250 km. Най-значителни територии свободните от лед пространства са разположени на югозапад и на север и представляват предимно плата с надморска височина 400 – 600 m, редуващи се с планински масиви с височина до 1700 – 2000 m. Източното крайбрежие е заето от покрити с планински ледници хребети, в един от които – хребета Уоткинс – е разположена най-високата точка на Гренландия и на цяла Арктика – връх Гунбьорн 3700 m. На запад древния кристалинен щит излиза на повърхността, образувайки широк, но накъсан поас от масиви и планини по крайбрежието на Бафиново море.

## Климат
Климатът по крайбрежието е морски, субарктически (на юг от 68° с.ш.) и арктически, а в областта на ледения щит – континентален арктичен. През острова често преминават циклони, съпровождани от силни ветрове, с рязко изменение на температурата и количеството на валежите. Областите заети от ледения щит се характеризират с отрицателни значения на годишния радиационен баланс. Охлаждането на въздуха над ледника предизвиква образуването на мощни антициклони. Средната януарска температура по крайбрежието е от -7°C на юг до -36°C на север, а средната юлска температура е от 10°C на юг до 3°C на северозапад. В центъра на Гренландия средната температура през февруари е -47°C (абсолютният минимум е -70°C), а средната юлска температура е -12°C. Общото количество на валежите в Южна Гренландия е 800 – 1000 mm, в Северна 150 – 250 mm, а на ледения щит – 300 – 400 mm и е изключително от сняг. В крайните югоизточни части пада повече от 2500 mm валеж годишно. В недрата на ледения щит и до неговото дъно температура е постоянна от -10°С. Разходът на лед по периферните части на щита, предизвикван от лятното топене и отделянето на айсберги не компенсира натрупването на нов лед във вътрешните части на острова и площта и дебелината на ледения щит бавно и постепенно се съкращава.

## Растителност, животински свят
Растителността в Гренландия е разпространена само в районите свободни от ледена покривка. В крайния юг се срещат бреза джудже и петна от офика, елша, ива и хвойна, а също осика и други субарктични треви. По крайбрежието до 80° с.ш., преобладава тундрата, която на юг е храстова (бреза джудже, синя и черна боровинка), а на север – мъхово-лишейна. Северното крайбрежие е заето от крайно разредена растителност, характерна за арктичните пустини.
Бреговете на острова обитават северен елен, мускусен овцебик (на север), бяла мечка, полярна лисица, полярен вълк, леминг, а крайбрежните води – гренландски кит, гренландски тюлен, морж и др., общо 30 вида бозайници. От птиците особено разпространение имат гагите, чайките и белите яребици. Рибите с промишлено значение са реска, морски език, лъчеперка, атлантическа сьомга, акула, скариди.